# 千船站
千船站（日语：／ Chibune eki */?）是位於大阪府大阪市西淀川區佃二丁目，阪神電氣鐵道本線的車站。車站編號為「HS06」。從阪神本線大阪梅田站出發，此站是在大阪府中最後一座車站。此站距離東邊的姬島站1.5公里，為阪神車站中最長距離。
只於平日早上繁忙時間運行的區間急行停靠此站。

## 歷史
- 1921年（大正10年）1月5日 - 車站啟用。
  - 此站是來自佃站和大和田站（均在1905年4月12日啟用）整合而成。佃站位於此站北邊，大和田站位於神崎川橋南岸。
- 1977年（昭和52年）6月10日 - 車站高架化。
  - 此外，在高架化工程期間，臨時設置了設有待避線的信號站（參見下圖）。
- 2009年（平成21年）3月20日 - 本線取消準急班次，在優等列車（日语：優等列車）中只剩下區間急行停靠。
- 2014年（平成26年）4月1日 - 引入車站編號[1][2]。

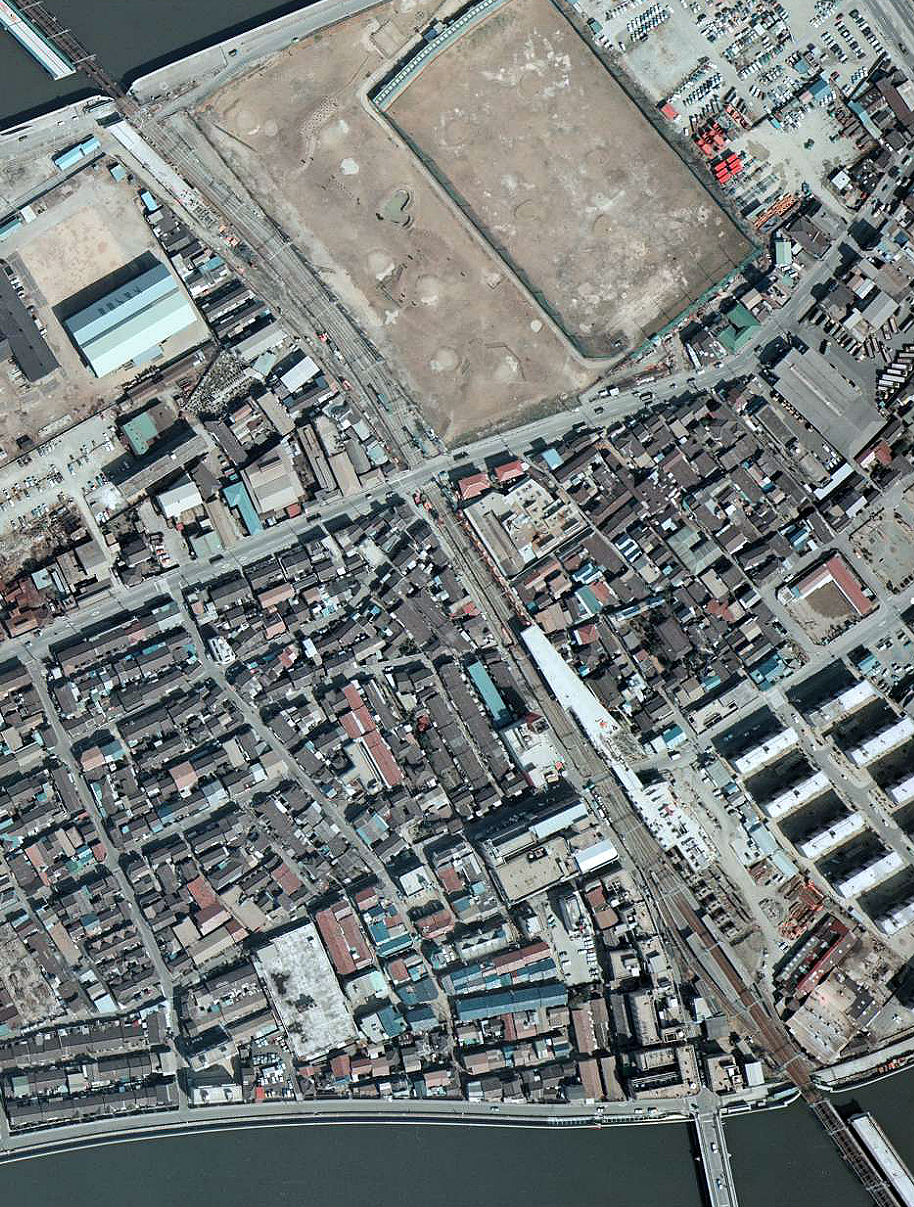
1975年千船站附近的航空相片　由於進行高架工程，此站上行待避線不能使用（圖片右下方），因此近神戶的空地上（圖片左上方）臨時加設待避線，上行線在杭瀨至千船之間臨時加設信號站。　國土地理院 地圖、航空相片參閲服務

## 車站構造
車站是一座高架車站，設有2面4線的島式月台。車站設有待避設施。2樓為閘口層和車站大堂，3樓為月台層。車站只有一處閘口。
在阪神電鐵車站中，此站為唯一準急、區間準急停靠站但沒有列車資訊屏幕的車站。但是，現時已經另外安裝列車資訊LED屏幕（但是停靠此站的優等列車中，只有在平日早上繁忙時間的區間急行）。

### 月台
| 月台 | 路線 | 上下行 | 方向                               |
| ---- | ---- | ------ | ---------------------------------- |
| 1、2 | 本線 | 上行   | 野田、大阪（梅田）方向             |
| 3、4 | 本線 | 下行   | 尼崎、神戶（三宮）、明石、姬路方向 |

※內側2線（2、3號月台）為主本線，外側2線（1、4號月台）為待避線。月台可容納8卡阪神車廂。

## 使用狀況
在2018年度，1日平均上下車人次為17,047人。自從JR東西線御幣島站啟用後，使用人次有所減少。
以下為各年度1日平均乘車、上下車人次列表。
| 年度   | 1日平均 上下車人次 | 1日平均 乘車人次 | 參考資料 |
| ------ | ------------------ | ---------------- | -------- |
| 1995年 | 28,117             | 14,277           | [ 4 ]    |
| 1996年 | 28,228             | 14,271           | [ 5 ]    |
| 1997年 | 26,433             | 13,366           | [ 6 ]    |
| 1998年 | 25,690             | 12,990           | [ 7 ]    |
| 1999年 | 24,730             | 12,502           | [ 8 ]    |
| 2000年 | 21,297             | 10,680           | [ 9 ]    |
| 2001年 | 20,739             | 10,505           | [ 10 ]   |
| 2002年 | 20,523             | 10,353           | [ 11 ]   |
| 2003年 | 20,496             | 10,341           | [ 12 ]   |
| 2004年 | 20,235             | 10,145           | [ 13 ]   |
| 2005年 | 19,816             | 10,015           | [ 14 ]   |
| 2006年 | 20,000             | 10,076           | [ 15 ]   |
| 2007年 | 19,013             | 9,544            | [ 16 ]   |
| 2008年 | 18,549             | 9,304            | [ 17 ]   |
| 2009年 | 19,117             | 9,607            | [ 18 ]   |
| 2010年 | 18,126             | 9,106            | [ 19 ]   |
| 2011年 | 18,259             | 9,173            | [ 20 ]   |
| 2012年 | 18,570             | 9,328            | [ 21 ]   |
| 2013年 | 18,579             | 9,273            | [ 22 ]   |
| 2014年 | 19,043             | 9,588            | [ 23 ]   |
| 2015年 | 19,028             | 9,553            | [ 24 ]   |
| 2016年 | 19,081             | 9,606            | [ 25 ]   |
| 2017年 | 18,744             | 9,447            | [ 26 ]   |
| 2018年 | 17,047             | 8,601            | [ 27 ]   |

## 車站周邊

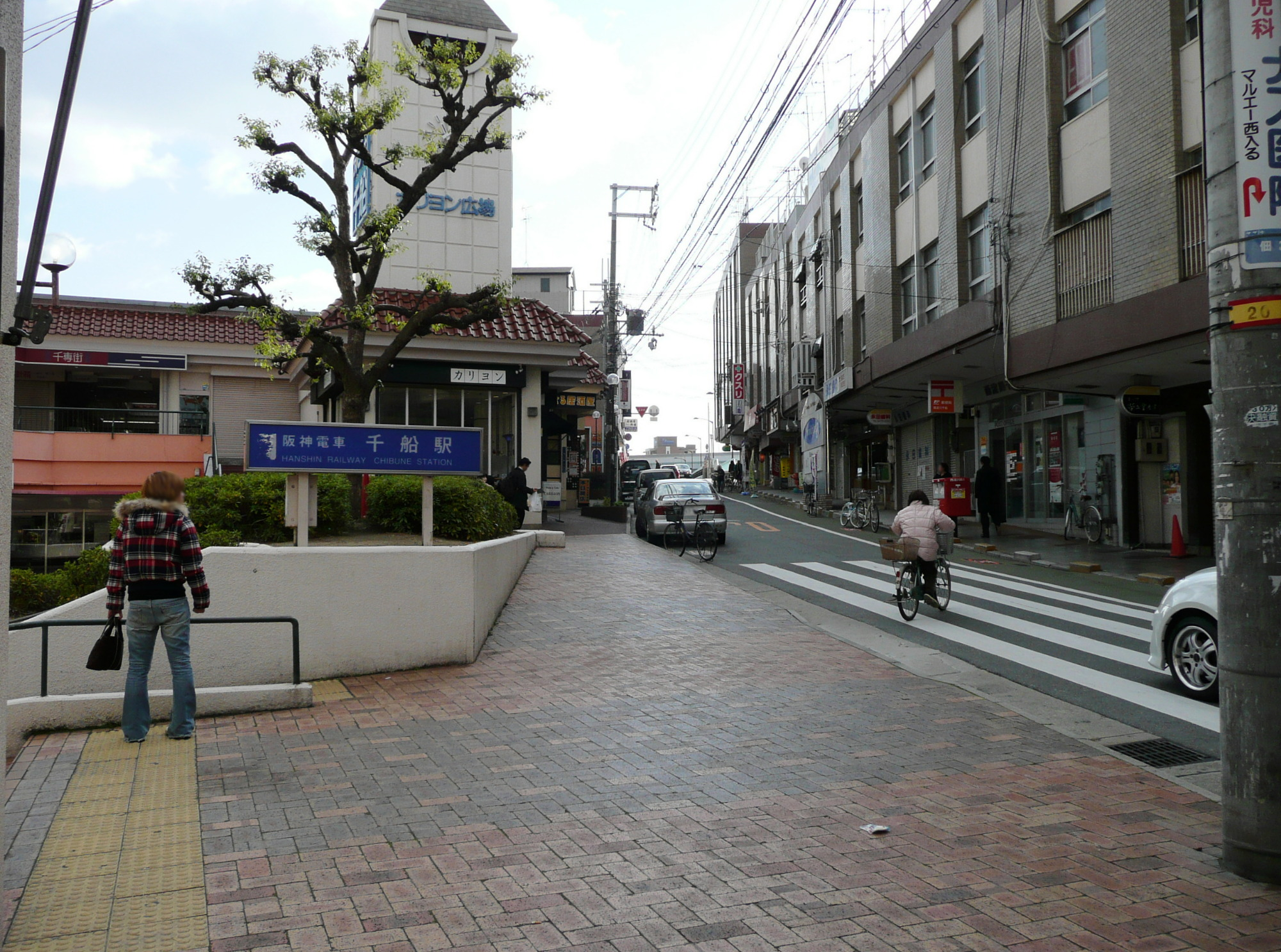
西出口的站前通

車站位於神崎川的河島上，地名為佃。地名由來是由於在江戶時代，一批人由東京都中央區佃遷移至此地。
- 西淀川千船郵局
- 西淀川佃郵局
- 田蓑神社（日语：田蓑神社）

教育機構
- 好文學園女子高等學校（日语：好文学園女子高等学校）
- 大阪市立佃中學（日语：大阪市立佃中学校）
- 大阪市立佃小學（日语：大阪市立佃小学校）
- 大阪市立佃西小學（日语：大阪市立佃西小学校）
- 大阪市立佃南小學（日语：大阪市立佃南小学校）

其他
- gourmet city（日语：グルメシティ） 千船店
- Yamato運輸（日语：ヤマト運輸） 西淀川營業所
- 大阪機電（日语：大阪機電）
- 末廣工業

## 相鄰車站
阪神電氣鐵道
 本線
■■直通特急、■特急、■區間特急、■急行
通過
■區間急行
野田（HS 06）－千船（HS 06）－尼崎（HS 09）
■普通
姬島（HS 05）－千船（HS 06）－杭瀨（HS 07）

## 外部連結
- 千船（路線圖、車站資訊） - 阪神電氣鐵道